# Jeremi Kubicki

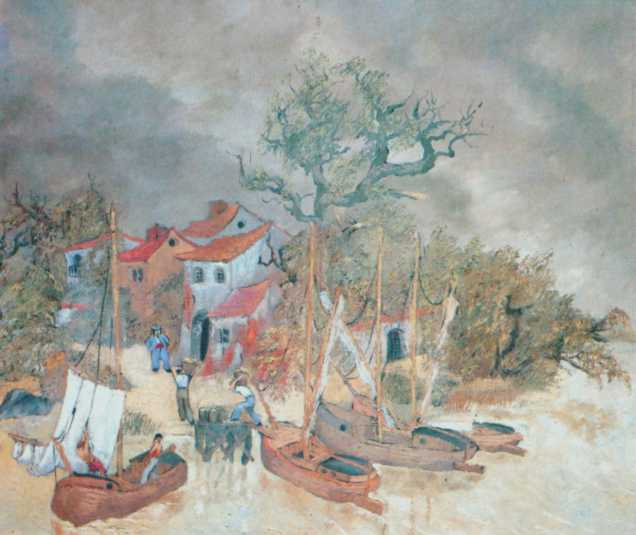
Pejzaż z łódkami, 1926

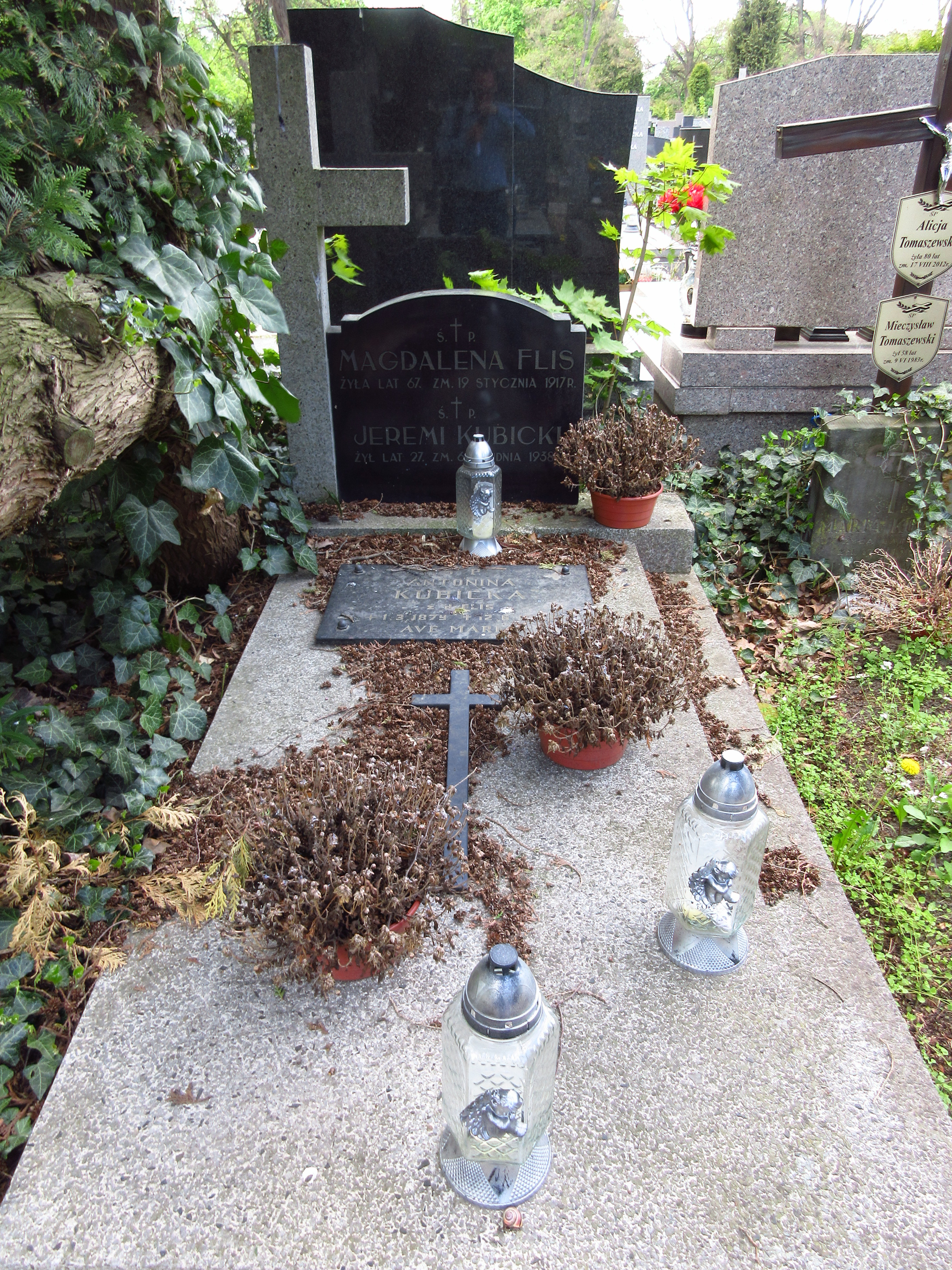
Grób Jeremiego Kubickiego na cmentarzu Bródnowskim.

Jeremi Kubicki (ur. 6 kwietnia 1911 w Łodzi, zm. 6 grudnia 1938 w Warszawie) – polski malarz, od roku 1935 członek „Bractwa św. Łukasza”.

## Życiorys
Urodził się w rodzinie Jana i Antoniny z Flisów.
Studiował malarstwo w założonym przez Stanisława Rzeckiego, Wacława Borowskiego i Stanisława Czajkowskiego Instytucie Sztuk Plastycznych w Warszawie, a następnie od 1929 w Akademii Sztuk Pięknych w Warszawie u Tadeusza Pruszkowskiego. Po ukończeniu studiów malował głównie krajobrazy i sielankowe sceny fêtes champêtres. Brał udział w konkursach artystycznych na Letnich Igrzyskach Olimpijskich w 1932 i Letnich Igrzyskach Olimpijskich w 1936. Wykonał dekoracje malarskie na polskich statkach pasażerskich m/s Piłsudski (1934) i m/s Batory (1939). Wspólnie z Antonim Michalakiem wykonał dekorację malarską sklepu E. Wedla w Warszawie przy ul. Szpitalnej. Uczestniczył też w stworzeniu siedmiu obrazów poświęconych historii Polski, przeznaczonych na Wystawę Światową w Nowym Jorku w 1939. Był członkiem Bloku Zawodowych Artystów Plastyków. Na międzynarodowej wystawie w Paryżu w 1937 otrzymał Grand Prix za ścianę dekoracji.
Znaczna część jego dzieł zaginęła podczas II wojny światowej.
Zmarł przedwcześnie w wieku 27 lat (popełnił samobójstwo). Pochowany na cmentarzu Bródnowskim (kwatera 72A-3-14).

## Wybrana twórczość

### Malarstwo
- Pejzaż z łódkami, 1926
- Cykliści, 1935